# Ece Aydemir
Ece Aydemir (* 8. Oktober 2001 in Istanbul) ist eine türkische Schauspielerin.

## Biografie
Ece Aydemir wurde am 8. Oktober 2001 in Istanbul geboren. Sie studierte an der İstanbul Aydın Üniversitesi. 2017 bekam sie in dem Film Olmaz Böyle Şey die Hauptrolle. Im selben Jahr trat sie in der Fernsehserie Aslan Ailem auf. Von 2017 bis 2020 wurde sie für die Serie Kalk Gidelim gecastet. Zwischen 2022 und 2023 spielte sie in Güzel Günler mit. 
Zudem nahm sie an Miss Turkey 2022 teil. Seit 2023 ist Aydemir in der Serie Arka Sokaklar zu sehen.

## Filmografie
Filme
- 2017: Olmaz Böyle Şey

Serien
- 2017: Aslan Ailem
- 2017–2020: Kalk Gidelim
- 2022–2023: Güzel Günler
- seit 2023: Arka Sokaklar